# St. Antonius von Padua (Jelení)

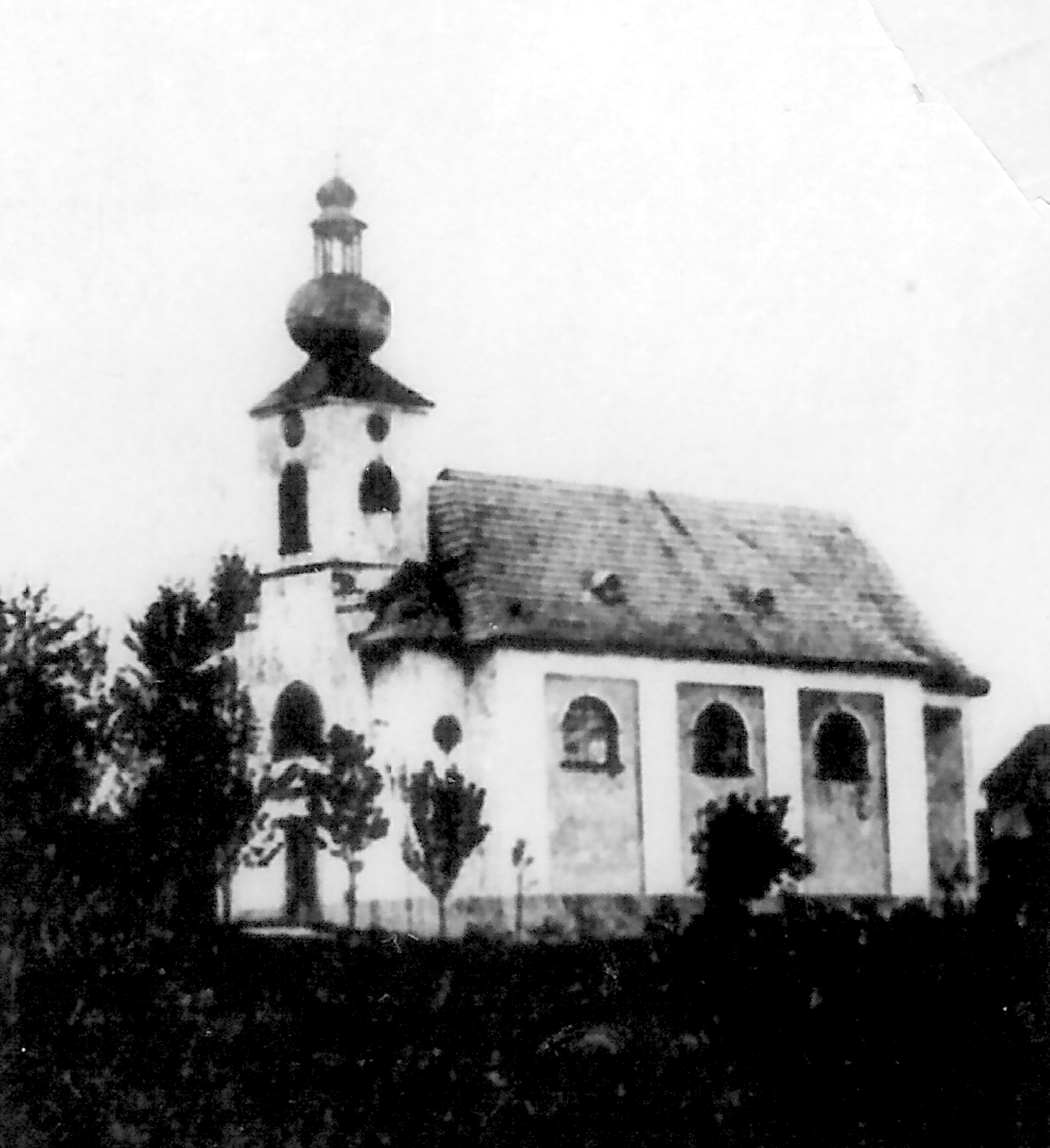
St. Antonius von Padau in Hirschenstand vor 1945

Die römisch-katholische Pfarrkirche St. Antonius von Padua (tschechisch kostel sv. Antonína Paduánského) in Jelení (deutsch Hirschenstand), einer Grundsiedlungseinheit der Gemeinde Nové Hamry (Neuhammer), war ein spätbarockes Kirchengebäude, das von 1832 bis 1835 errichtet und in den 1960er Jahren devastiert wurde.

## Geschichte
Hirschenstand das lange Zeit nur aus einem Anwesen bestanden hatte, war nach dem Dreißigjährigen Krieg wüst. Einer Legende nach soll die Frau des Reformators Martin Luther, Katharina von Bora auf der Durchreise in dieser Gegend in einem Zechenhaus übernachtet haben, worauf der Ortsteil Bora benannt wurde. In der Seenliste des Elbogener Kreises von 1651 erscheint der Ort unter der Herrschaft Neudek nicht. In den darauf folgenden Jahren wurde er von konvertierten Bergleuten aus Trinksaifen neu besiedelt und wuchs so zu einer größeren Ansiedlung heran. Bis 1783 war das Dorf Filiale des Pfarrsprengels St. Martin in Neudek. Um die Messe zu besuchen, mussten die Pfarrkinder den vor allem im Winter beschwerlichen Weg nach Neudek gehen. 1773 kam es mit dem Pfarrer von Frühbuß zu einem Vergleich, der ab nun in den zur Pfarrei Neudek gehörenden Ortschaften Hirschenstand und Neuhaus die Taufen und Krankenbesuche vornahm. Noch vor dem Bau der Kirche entstand ein Begräbnisplatz, möglicherweise in Zusammenhang mit der großen Hungersnot und Pestepidemie in den Jahren 1771 bis 1772, die im Pfarrsprengel Neudek ca. 600 Menschen zum Opfer fielen und in den Filialen Neuhammer, Trinksaifen und Hirschenstand einen eigenen Friedhof erforderte. Teilweise vergrub man die Toten auch hinter den eigenen Häusern.
Der Vorgängerbau unter dem Patrozinium des hl. Antonius von Padua wurde 1779 auf dem Grund des alten Friedhofes errichtet. Bauherr war der Besitzer der Herrschaft Neudek Graf Ludwig Hartig, der auch über das Patronatsrecht verfügte. Die Administration erfolgte von Neudek aus. Der erste eigene Administrator Caspar Molitor bezog am 14. November 1782 das alte Pfarrhaus. 1784 zählte das Dorf 84 Häuser mit sämtlich katholischen Einwohnern. Unter dem Kaplan Gottfried Pohl wurde Hirschenstand am 25. September 1786 zur eigenen Pfarrei erhoben. Eingepfarrt war das Nachbarort Neuhaus und ein Teil von Sauersack. Am 24. Juli 1821 besichtigte der Oberstburggraf Karl Graf Chotek das Gotteshaus und befand, dass sie dem Einsturz nahe war. Auf Ansuchen der Bevölkerung wurde schließlich ein Neubau bewilligt. Die Grundsteinlegung im Ortszentrum erfolgte 1832. Die Pläne für den Bau kamen von einem unbekannten Architekten. Die Weihe erfolgte am 19. Oktober 1835 durch Bezirksvikar Anton Melzer. 1914 erhielt die Kirche eine neue Orgel von der Prager Orgelbaufirma Heinrich Schiffner. 1930 zählte die Gemeinde 1131 Katholiken und 71 Nichtkatholiken.
Als letzter Pfarrer fungierte bis 1945/46 Anton Holick aus Bruck. Nach der Vertreibung der deutschen Bevölkerung nach Kriegsende 1945/46 verfiel die Kirche allmählich. Die Inneneinrichtung wurde vollständig demoliert. Die ehemalige Kirche diente dann zehn Jahre lang als provisorischer Kuhstall. Die Dachschindeln wurden heruntergenommen und zu Brennholz verarbeitet. 1955 verlor der Ort den Status einer Gemeinde. In den 1960er Jahren wurde die Ruine von tschechischen Soldaten gesprengt und das Gelände mitsamt dem Friedhof eingeebnet. Die Planierraupen deckten dabei Särge und Skelettreste auf. Nach der politischen Wende von 1989 wurde an der Stelle der verschwundenen Kirche durch ehemalige deutsche Bewohner von Hirschenstand und Neuhaus ein Denkmal errichtet und am 15. Mai 1993 feierlich eingeweiht.

## Beschreibung

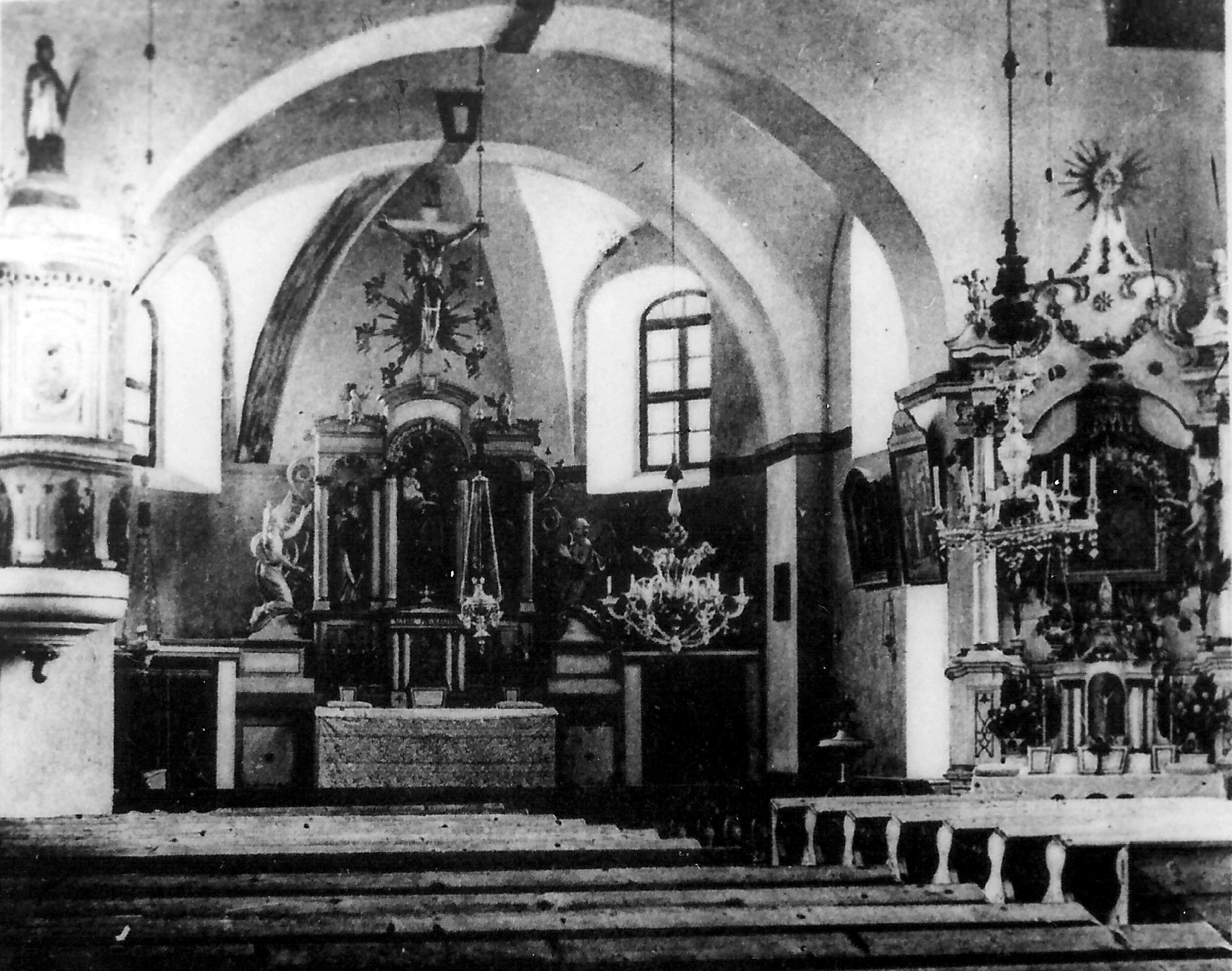
Innenansicht vor 1945

Die einschiffige Kirche, mit rechteckigem Kirchenschiff, schloss mit einem halbrunden Presbyterium ab. Die Seitenwände des Presbyteriums wurden von schmalen halbkreisförmigen Fenstern unterbrochen. Der prismatische Glockenturm über dem Eingang zur Nordwestfront war mit einer Zwiebelkuppel mit einer sechseckigen Laterne und zweiarmigen Kreuz an der Spitze bekrönt. An der Nordseite des Presbyteriums befand sich eine Sakristei. Das rechteckige Portal an der Südseite diente als Seiteneingang. Die Innenausstattung war im Stil des Neubarocks bzw. des Spätklassizismus gehalten.

## Umgebung

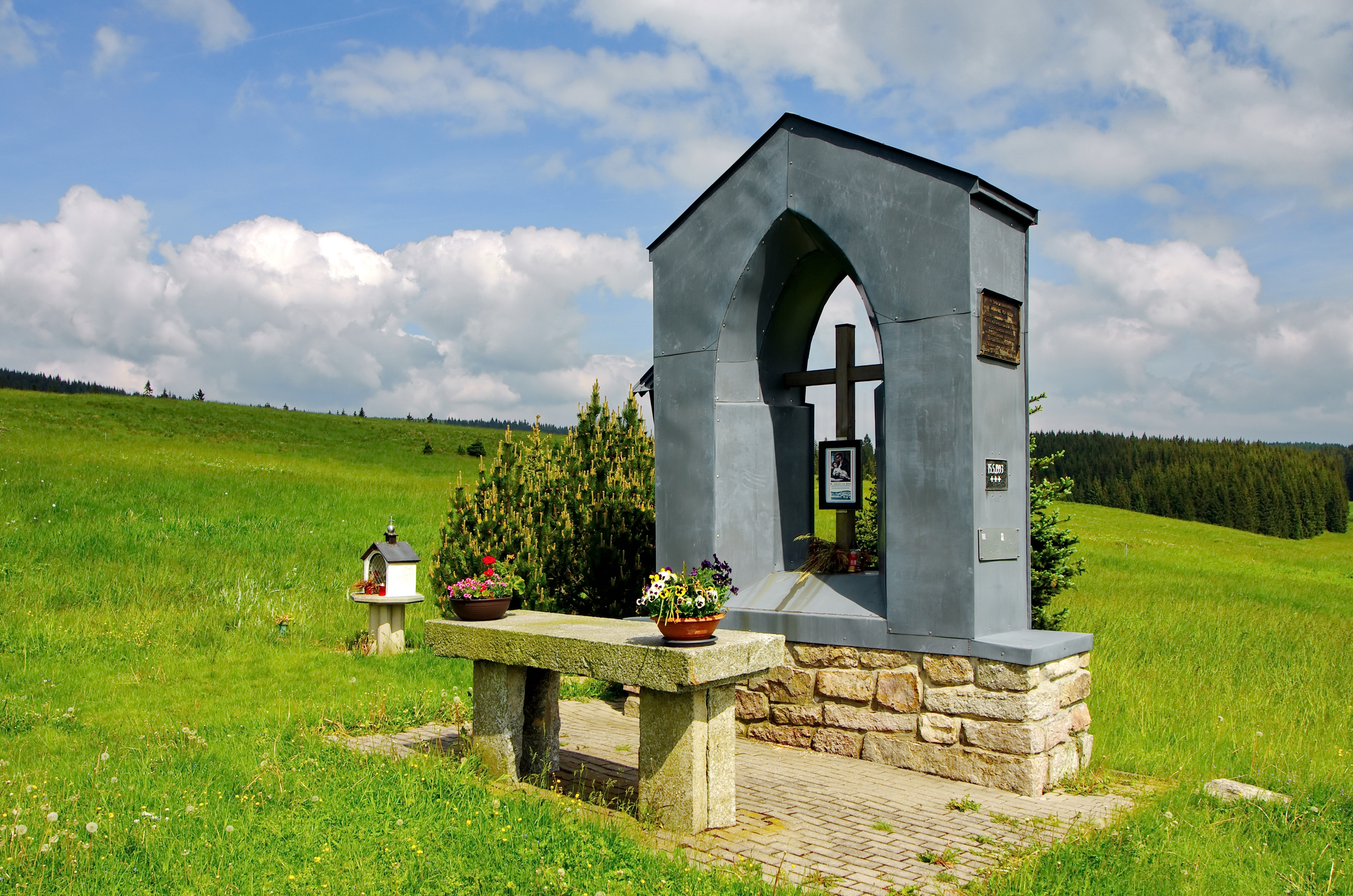
Standort der Kirche heute

In der zweiten Hälfte des 19. Jahrhunderts wurde unterhalb der Kirche ein neues Schul- und Pfarrgebäude errichtet. Um die kleine Pfarrwiese zu unterhalten, hatten einige Landbesitzer die Auflage jährlich eine bestimmte Menge Heu an die Pfarrei abzuliefern.

## Pfarrer
- Möschel
- Weigl
- Ferdinand Záruba
- Josef Kopecký
- Josef Schmiedl
- Johann Hamerpl
- Johann Lang
- Johann Beck
- Johann Dürmuth
- Anton Holick